# Zograf Longin

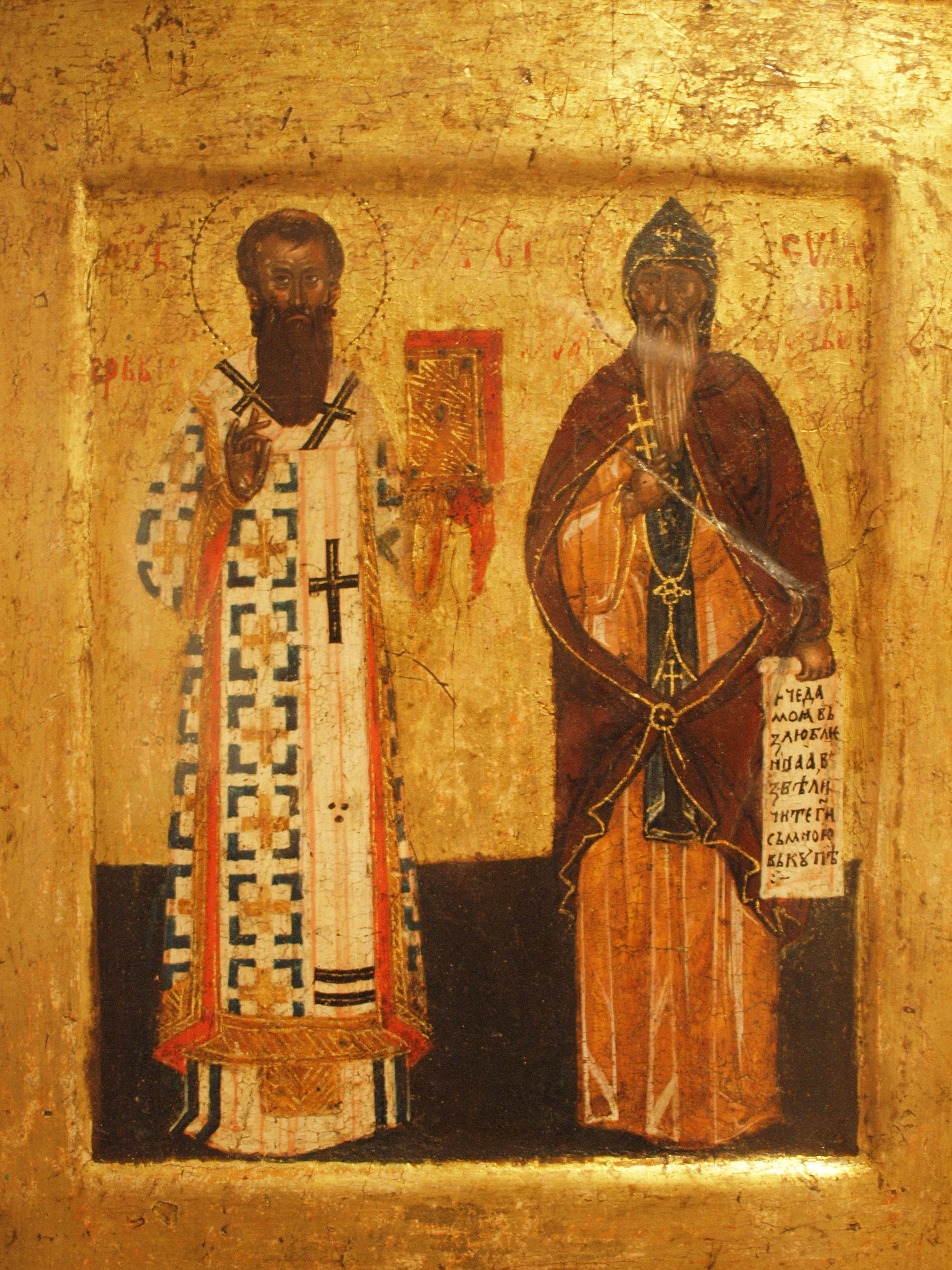
Szent Száva és Szent Simeon Nemanja, Belgrádi Nemzeti Múzeum

III. Uros Szent István király az életből vett jelenetekkel, Decani, Szerbia

Zograf Longin (Hvosna, az 1530-as években) a 16. század legjelentősebb szerb ikonfestője. Műfordító és író is volt.

## Élete
Fennmaradt életrajzi adataiból és aláírásából kiderül, hogy először laikus, majd szerzetes volt a Peć és Sopoćani kolostoraiban. Valódi munkahelye a Visoki Dečani kolostor volt. 1566 és 1598 között tevékenykedett. Kezéből ikonok és freskók kerültek ki Peć, Visoki Dečani, Piva, Velik Hoča, Lovnica kolostoraiba, egészen a Bijelo Polje melletti Cikote és Nikoljica falusi templomig.
Zograf Longin aszketikus stílusa erősen köszönhető a szöveges modelleknek. Alakjai komolyak, elnyújtottak, a 14. századi szerb festészet erőteljes irányzatait követik.
Az ikonok közül a „Szent Száva és Simeon” (Szerb Nemzeti Múzeum), „IV. István Uroš szerb cár” (Dečani kolostor) és „Miasszonyunk Krisztussal” (Lovnica kolostor) ismertek.
Leghíresebb ikonja a mai Bosznia-Hercegovinában található lovnicai Szent György-templom ikonosztázai számára festett „Miasszonyunk Krisztussal”. Az arany alapra festett ikon zöld, kék, lila, vöröses és okker tónusok harmonikus színválasztékával és színárnyalatos színezéssel ragad magával. Ezt az ikont a szerb barokk mesterek, például Paja Jovanović kompozícióival együtt mutatták be a szerb pavilonban az 1900-as párizsi világkiállításon.

## Fordítás
- Ez a szócikk részben vagy egészben  a   Zograf Longin című angol Wikipédia-szócikk ezen változatának fordításán alapul.  Az eredeti cikk szerkesztőit annak laptörténete sorolja fel. Ez a jelzés csupán a megfogalmazás eredetét és a szerzői jogokat jelzi, nem szolgál a cikkben szereplő információk forrásmegjelöléseként.